# Gris 2000
L'equip Gris 2000 va ser un equip ciclista italià, de ciclisme en ruta que va competir el 1969. Va estar dirigit per l'exciclista Diego Ronchini. Al desaparèixer en acabar-se temporada, molts dels components anaren a parar al recentment creat Cosatto-Marsicano.

## Principals resultats

### A les grans voltes
- Giro d'Itàlia
  - 1 participacions (1969)

- Tour de França
  - 0 participacions

- Volta a Espanya
  - 0 participacions